# Catapoecilma lila
Catapoecilma lila är en fjärilsart som beskrevs av John Nevill Eliot 1967. Catapoecilma lila ingår i släktet Catapoecilma och familjen juvelvingar. Inga underarter finns listade i Catalogue of Life.